# Скура, Елени
Елени (Элени) Скура (греч. Ελένη Σκούρα; 1896 — 1991) — греческая политик и государственный деятель.

## Биография
Родилась 21 декабря 1896 года в городе Волос, Греция.
В 1915 году переехала жить в Салоники. В 1950 году получила степень бакалавра права, работала вместе со своим мужем Димитриосом Скурасом, адвокатом.
Елени Скура была первой женщиной, членом парламента Греции, избранной на довыборах в январе 1953 года после разрешения женщинам участвовать на всеобщих выборах в ноябре 1952 года. Она представляла город Салоники и победила другую женщину Виргинию Занна (англ. Virginia Zanna), набрав 46650 голосов против 23808 у Занна.
Скура была членом партии «Греческий призыв» (греч. Ἑλληνικὸς Συναγερμός (ΕΣ); англ. Greek Rally), являющейся представителем правого крыла в политической жизни Греции.
Умерла 4 февраля 1991 года. Награждена орденом Добродетели.